# Corsept
Corsept är en kommun i departementet Loire-Atlantique i regionen Pays de la Loire i nordvästra Frankrike. Kommunen ligger i kantonen Paimbœuf som tillhör arrondissementet Saint-Nazaire. År 2022 hade Corsept 2 615 invånare.

## Befolkningsutveckling
Antalet invånare i kommunen Corsept
| Referens: INSEE |